# 1852 в Україні

## Народились
- 16 січня, Білинський Микола Іванович (1852 — 1930-ті) — український історик, етнограф, мовознавець.
- 18 січня, Бартошевський Іван (1852—1920) — священик і релігійний діяч Української Греко-Католицької Церкви, богослов, письменник, педагог, професор Львівського університету, редактор часопису «Рускій Сіонъ».
- 25 січня, Данилевський Василь Якович (1852—1939) — український фізіолог, завідувач кафедри фізіології Харківського університету та Харківського медичного інституту, засновник і директор Органотерапевтичного інституту, академік АН УРСР, заслужений діяч науки УРСР, заслужений професор УРСР.
- 5 лютого, Харитоненко Павло Іванович (1852—1914) — український меценат, цукрозаводчик, підприємець та промисловець.
- 18 лютого, Матюк Віктор Григорович (1852—1912) — український композитор, священик і фольклорист.
- 25 лютого, Шеболдаєв Василь Валентинович (1852—1900) — земський лікар, титулярний радник, хірург, громадський діяч педагог, науковець.
- 4 березня, Чужбінов Тимофій Олександрович (1852—1897) — російський актор.
- 7 березня, Емануель Махек (1852—1930) — лікар-офтальмолог, доктор медицини, професор, декан медичного факультету (1906) та ректор Львівського університету (1920—1921).
- 13 березня, Тарковська Надія Карлівна (1852—1882) — українська акторка, дружина Івана Карпенка-Карого (Тобілевича).
- 19 березня, Ящуржинський Хрисанф Петрович (1852—1923) — український археолог, етнограф, педагог.
- 5 квітня, Майборода Володимир Якович (1852—1917) — артист опери (бас), концертний співак.
- 8 квітня, Заклинський Роман Гнатович (1852—1931) — український письменник, літературознавець, історик, етнограф, педагог, мемуарист, культурно-просвітницький діяч.
- 15 квітня, Тимченко Йосип Андрійович (1852—1924) — український механік-винахідник, винайшов кіноапарат за два роки до братів Люм'єр.
- 22 квітня, Бораганський Ільяс (1852—1942) — кримськотатарський видавець, просвітитель, тюрколог, книговидавничою справою займався протягом 50 років.
- 27 квітня, Станіслав Грудзинський (1852—1884) — поет, прозаїк, літературний критик.
- 13 травня, Блуменфельд Сиґізмунд Михайлович (1852—1920) — український композитор, педагог, піаніст.
- 25 травня, Їндржих Каан (1852—1926) — чеський піаніст, композитор.
- травень, Антоній Прохаска (1852—1930) — українсько-польський історик і архівіст .
- 12 червня, Гільберг Ісидір (1852 — після 1898) — доктор філософії, ректор Чернівецького університету у 1897—1898 навчальному році.
- 30 червня, Луціан Бекер (1852—1921) — архітектор і педагог. Працював у Коломиї, Львові та Ярославі.
- 1 липня, Романович Марія Федорівна (1852—1930) — українська акторка.
- 19 липня, Науменко Володимир Павлович (1852—1919) — український педагог, філолог, громадський діяч, журналіст.
- 20 липня, Медведєв Михайло Юхимович (1852—1925) — співак (ліричний тенор), педагог, антрепренер. Перший виконавець партії Ленського в опері П. Чайковського «Євгеній Онєгін».
- 9 серпня, Ханенко Варвара Ніколівна (1852—1922) — українська колекціонерка, меценатка.
- 15 серпня, Юзеф Бялиня-Холодецький (1852—1934) — польський шляхтич, письменник, історик.
- 16 серпня, Дашкевич Микола Павлович (1852—1908) — український літературознавець, історик, фольклорист, професор Київського університету, дійсний член Петербурзької АН.
- 17 серпня, Йосиф Комарницький (1852—1920) — греко-католицький священик Львівської архиєпархії, доктор богослов'я, церковний письменник, викладач, декан богословського факультету (1895—1896, 1900—1901, 1906—1907, 2-й семестр) і ректор Львівського університету (1896—1897).
- 27 серпня, Даневський Всеволод Пійович (1852—1895) — український вчений-правознавець, доктор наук, професор кафедри міжнародного права Харківського університету.
- 15 вересня, Мачтет Григорій Олександрович (1852—1901) — український і російський письменник, революціонер-народник.
- 22 вересня, Розенель Альфред Германович (1852—1920) — лікар-психіатр, доктор медицини.
- 3 жовтня, Костанді Киріак Костянтинович (1852—1921) — український педагог і художник Королівства Греції, Російської імперії та СРСР.
- 22 жовтня, Ланганс Мартин Рудольфович (1852—1883) — революційний діяч, мемуарист.
- 31 жовтня, Ґодзімір Малаховський (1852—1908) — галицький юрист, політик, посол до Галицького сейму (1896—1908) та австрійського парламенту (1904—1908), президент Львова (1896—1905).
- 8 листопада, Левицький Григорій Васильович (1852—1917) — український та російський астроном.
- 30 листопада, Підріз Аполінарій Григорович (1852—1900) — український і російський лікар-хірург. Вперше в Російській імперії здійснив операції на селезінці (1887 року) і на пораненому серці (1897 року), автор першого в Російській імперії посібника з урології.
- 28 грудня, Лучицька Марія Вікторівна (1852—1924) — українська перекладачка, видавець, громадська діячка.
- 31 грудня, Володимир (Соколовський) (1852—1931) — український релігійний діяч, богослов, місіонер у Японії та США.
- Бродський Лев Ізраїльович (1852—1924) — український і російський капіталіст-цукрозаводчик із династії Бродських, комерційний радник, статський радник, меценат і благодійник.
- Віттенберг Соломон Якович (1852—1879) — вчитель математики (репетитор), революціонер-народоволець.
- Ганицький Гнат Денисович (1852 — після 1902) — український віолончеліст, композитор, педагог.
- Долинський Іван (1852—1916) — архітектор.
- Коновалець Михайло Михайлович (1852—1944) — український галицький педагог.
- Мовчановський Фелікс Францевич (1852—1917) — міський голова міста Олександрівськ Катеринославської губернії у 1901—1911 та 1916—1917 рр.
- Сельський Фелікс Станіславович (1852—1922) — лікар і громадський діяч, дійсний член НТШ (з 1899), член Найвищої Ради Здоров'я Австро-Угорщини.
- Смирницька Надія Симонівна (1852—1889) — революціонерка-народниця.
- Тимінський Іван (1852—1902) — громадський і політичний діяч, фінансист.
- Шухевич Герміна Максимівна (1852—1939) — українська громадська діячка, послідовниця емансипаційного руху Наталії Кобринської.

### Померли
- 24 березня, Соколов Григорій Іванович (1810—1852) — літератор, перекладач, дослідник історії, пам'яток Південної України.
- 6 квітня, Баранович Іван Прокопович (1783—1852) — український військовий лікар, організатор лікарняної польової служби.
- 30 червня, Блонський Кирило Іванович (1803—1852) — греко-католицький священик, активний діяч галицького культурного відродження; 1848 року депутат австрійського сейму.
- 19 серпня, Дяченко Амос Андрійович (1814—1852) — український математик і педагог. Доктор математики й астрономії.
- 2 листопада, Котляревський Петро Степанович (1782—1852) — український шляхтич, генерал від інфантерії, завойовник території сучасного Азербайджану.
- Каєтан Відорт (1804—1852) — торбаніст та педагог.

## Засновані, створені
- Київський Володимирський кадетський корпус
- Центральний державний історичний архів України (Київ)
- Біологічний факультет Львівського національного університету імені Івана Франка
- Мінералогічний музей імені Євгена Лазаренка
- Лютеранська церква Христа Спасителя (Миколаїв)
- Церква Покрови Пресвятої Богородиці (Буданів)
- Церква святого апостола Якова (Панівці)
- Церква святого Миколая (Трубчин)
- Іллінський ярмарок (Полтава)
- Биківський склозавод
- Наукова бібліотека Чернівецького національного університету імені Юрія Федьковича
- Церква Покрови Пресвятої Богородиці (Михалків)
- Палац Бжозовського
- Ягільницька загальноосвітня школа
- Верхня Озеряна
- Воля-Старицька
- Низяни
- Федорівка (Нікольський район)

## Видання
- «Dziennik Literacki»